# 白喉三趾樹懶
白喉三趾樹懶（學名：Bradypus tridactylus）是三趾樹懶的一種，生活於哥倫比亞、委內瑞拉、圭亞那及巴西境內的熱帶雨林。

## 描述
白喉三趾樹懶幾乎沒有尾巴及外耳殼，頭部渾圓及有一平鈍的鼻子。身體密披長而粗糙的毛髮，偶爾有細小的綠藻在其毛髮上生長，形成互利共生的關係——樹懶提供棲息地，綠藻不規則的淡綠則提供很好的保護色。兩性異形不明顯，雄性樹懶有一亮黃而至橙色的條紋在其背上，雌性則於胸前有乳房。與其他樹懶一樣，牠們最有力的防衛來自於其修長、扁平而呈弓形的前臂及利爪，中爪較其他爪把為長。
一般體長在45至75厘米，四肢長而無力，當中前臂的長度較後臂長近一倍。白喉三趾樹懶共有九節頸椎骨（Vertebra），提高了牠們的柔軟度。
白喉三趾樹懶的鉤爪使牠們能穩妥地掛在樹上，即使打瞌睡也不影響其穩定性。已死的樹懶甚至仍能在樹上掛上一段時間而不會倒下。
其妊娠期長達六個月，多只生一胎。雖然幼犢只需一個月的母乳餵飼後就能依靠樹葉獲得營養，但幼犢仍會依附在母體上九個月之久。

## 外部連結
- University of Michigan Museum of Zoology （页面存档备份，存于）
- BBC Science and Nature Archive.today的存檔，存档日期2013-01-14